# Monumentul lui Eugeniu Carada din Craiova
Monumentul lui Eugeniu Carada din Craiova a fost dezvelit la 28 martie 1937 în scuarul cunoscut sub numele de „Fântâna lui Romanescu”.

## Istoric
Din inițiativă publică, în anul 1935, s-a hotărât ridicarea, la Craiova, a unei statui lui Eugeniu Carada. S-a inițiat un concurs, la care au participat sculptorii S. Severin și Mihai Onofrei, comisia de evaluare acceptând proiectul celui de-al doilea. Statuia a fost ridicată cu sprijinul bănesc substanțial al Băncii Naționale.

## Descriere
Monumentul lui Eugeniu Carada din Craiova constă din următoarele elemente: o statuie a lui Eugeniu Carada turnată în bronz, mărimea întrecând puțin pe cea naturală, montată pe un soclu. Pe partea din față a soclului este o inscripție cu numele celui omagiat și anii vieții sale (1836-1910), precum și semnătura sculptorului Mihai Onofrei. Aici apare și textul „Pentru România liberă oricând, oricum, cu oricine și contra oricui”. Eugeniu Carada 1860. Același citat a fost înscris și pe medalia comemorativă Eugeniu Carada, emisă în 1936 cu prilejul centenarului nașterii sale, gravor fiind Emil Wilhelm Becker.
Pe celelalte laturi ale soclului au fost montate 3 basoreliefuri care reprezintă 3 momente importante din activitatea lui Carada:
- în redacția ziarului „Românul” (1859-1870);
- prezentând proiectul de Constituție (1866),
- pe câmpul de război din Bulgaria (1877).

## Mutări ale monumentului
În anul 1980, statuia a fost mutată pe strada Maxim Gorki, revenită după 1990 la vechiul său nume, Madona Dudu, pe un spațiu verde aflat lângă absida altarului bisericii Madona Dudu. Deoarece acest amplasament era obscur și chiar ascundea monumentul de priviri, după 1990 statuia a fost readusă pe vechiul ei amplasament, iar strada de la sudul scuarului a primit numele de Eugeniu Carada.
În 2012, din cauza începerii proiectului „Construirea unui pasaj subteran în vederea descongestionării traficului rutier din Zona Metropolitană Craiova”, monumentul lui Eugeniu Carada a fost ridicat de pe soclul din zona Casei de Cultură a Studenților și depozitat în Parcul Nicolae Romanescu, dezmembrat și invadat de ierburi. Din toamna lui 2014, statuia se află din nou montată pe amplasamentul inițial.

## Monument istoric
Ansamblul sculptural este înscris în Lista monumentelor istorice din județul Dolj cu  DJ-III-m-B-08414, sub denumirea Monumentul "Eugeniu Carada", aflat pe Str. Fortunescu C. D..